# Jüdischer Friedhof (Attendorn)

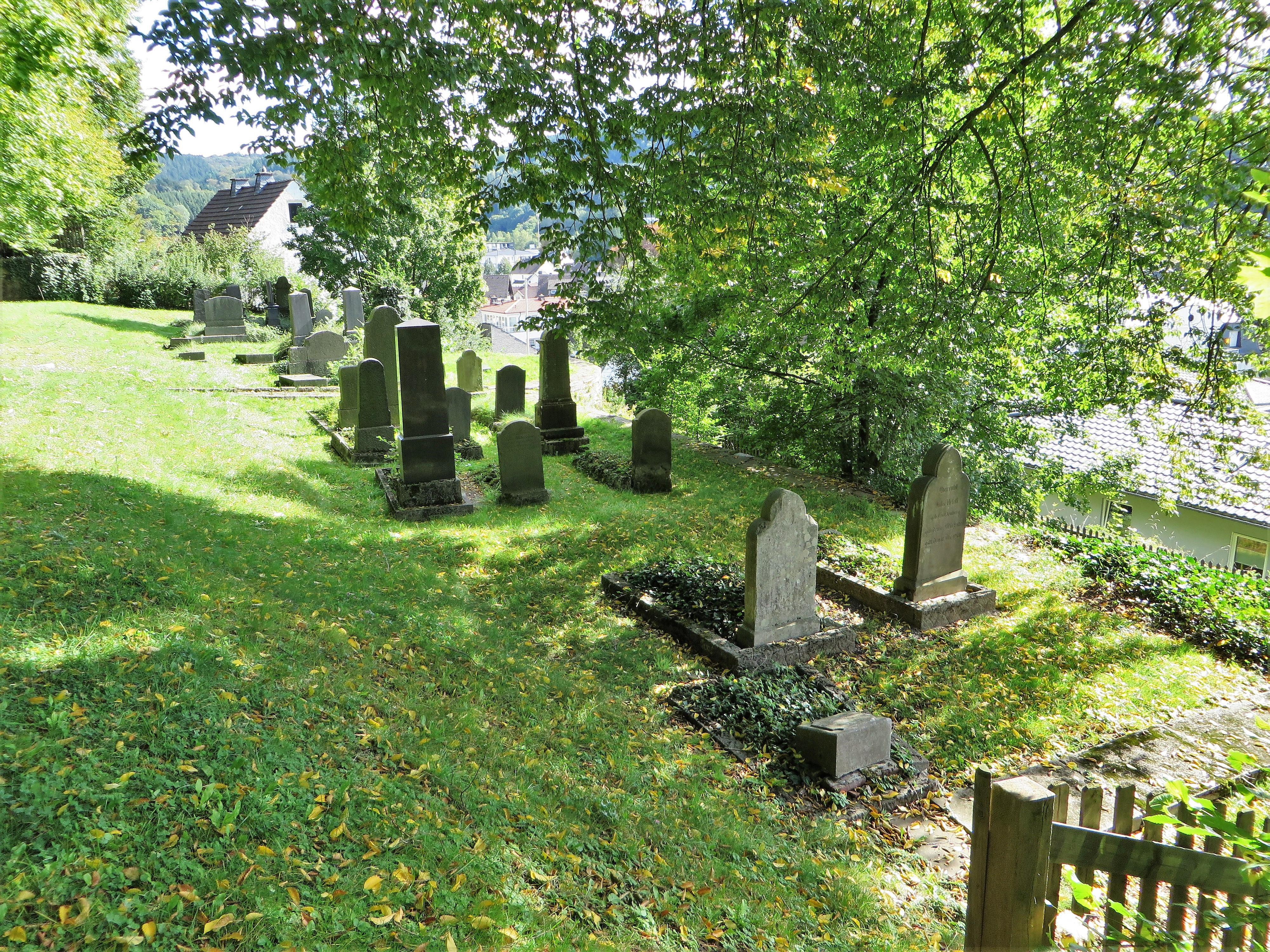
Jüdischer Friedhof Attendorn

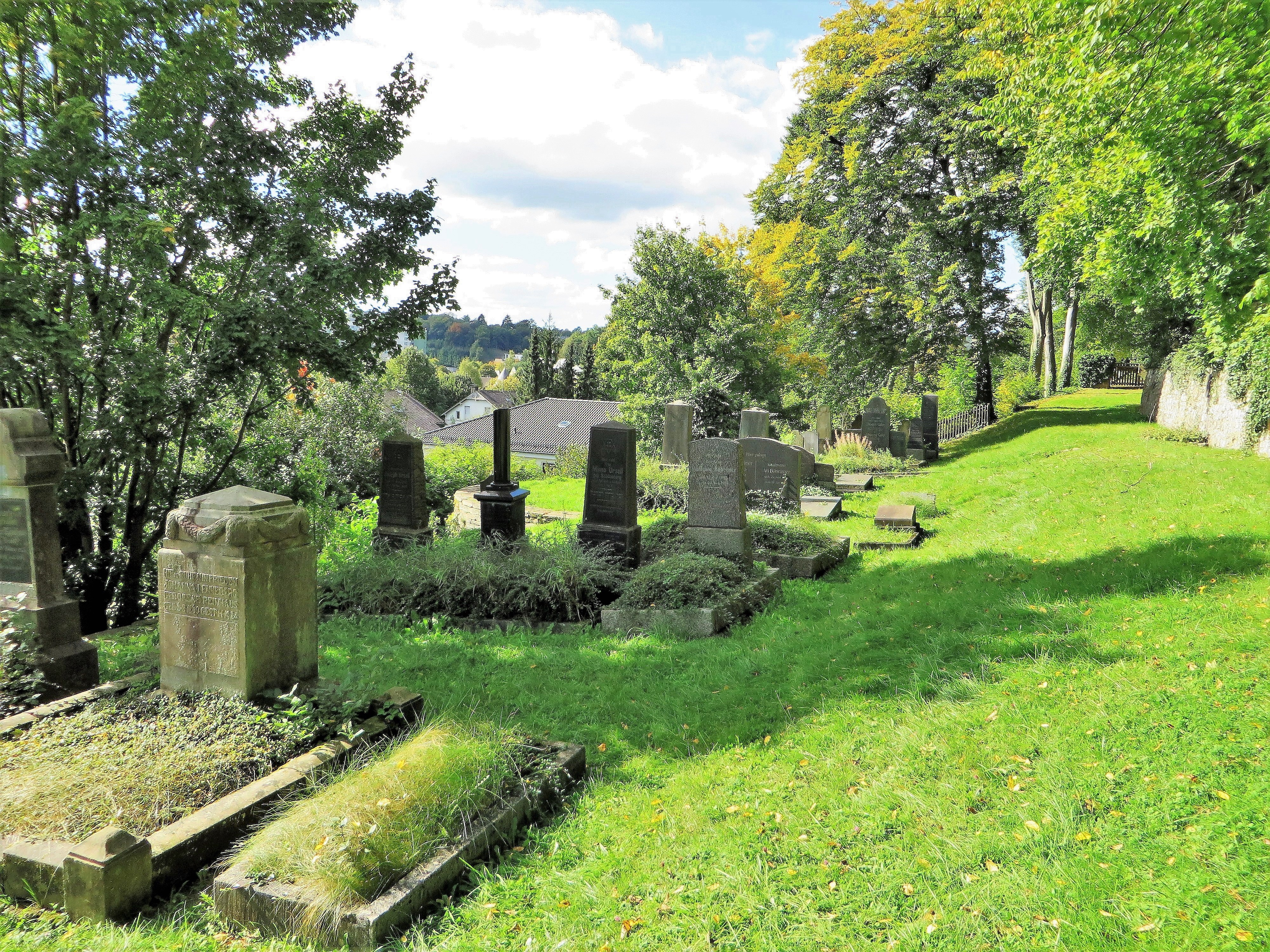
Blick in Richtung Eingangstor

Der Jüdische Friedhof Attendorn befindet sich in der Stadt Attendorn im Kreis Olpe; er liegt an der Straße „Am Himmelsberg“ und ist als jüdischer Friedhof ein Baudenkmal.
Seit 1830 wurde das Gelände bereits als Friedhof genutzt. Im Jahre 1864 erfolgte die offizielle Bestätigung als jüdischer Friedhof. Am 11. Dezember 1870 fand auf dem Friedhof die erste nachweisbare Beerdigung statt. Auf dem 961 Quadratmeter großen Gelände befinden sich 33 Grabsteine. Die hebräisch/deutsch abgefassten Grabsteininschriften sind aus der Zeit zwischen 1870 und 1936.
Die kleine Gemeinde der Attendorner mit jüdischem Glauben gehörte seit 1855 zum Synagogenbezirk Lenhausen (Finnentrop). Auf dem Friedhof wurden auch Juden aus Olpe beerdigt. Die letzte Bestattung fand im Jahre 1942 statt; Emil Stern hatte sich am 25. Juli 1942 das Leben genommen.
Seit 2018 erinnert eine Stele auf dem Friedhof an die unbestatteten Attendorner Juden.